# Antoni Dębiński
Antoni Dębiński (ur. 28 kwietnia 1953 w Lublinie) – polski duchowny katolicki, profesor nauk prawnych, specjalista w zakresie prawa rzymskiego, nauczyciel akademicki w Katolickim Uniwersytecie Lubelskim Jana Pawła II, w latach  2003-2012 dziekan Wydziału Prawa, Prawa Kanonicznego  i Administracji KUL, w latach 2009 – 2013  przewodniczący Rady Programowej Krajowej Szkoły Sądownictwa i Prokuratury w Krakowie, w latach 2012 – 2020   rektor KUL.

## Życiorys
Studia filozoficzno-teologiczne odbył  w Katolickim Uniwersytecie Lubelskim (1972-1978), gdzie uzyskał stopień magistra teologii  na seminarium naukowym z historii Kościoła.  W 1982 r. został zatrudniony na Wydziale Prawa Kanonicznego i Świeckiego KUL, gdzie przeszedł kolejne  szczeble  drogi akademickiej, od asystenta stażysty począwszy  do stanowiska profesora zwyczajnego.  Studiował prawo kanoniczne specjalizując się w zakresie prawa rzymskiego; stopień doktora nauk prawnych w zakresie prawa kanonicznego (specjalność prawo rzymskie)  uzyskał w 1985 r. na Wydziale Prawa Kanonicznego i Świeckiego KUL na podstawie pracy „Ustawodawstwo karne rzymskich cesarzy chrześcijańskich w sprawach religijnych” (promotor: prof. dr hab. Marek Kuryłowicz). W 1989  uzyskał stopień doktora habilitowanego na podstawie dorobku naukowego oraz monografii „Sacrilegium w prawie rzymskim”. Tytuł profesora nauk prawnych uzyskał w 2009 r.  (nominacja Prezydenta RP Lecha Kaczyńskiego)  na podstawie dorobku naukowego, w tym monografii pt. „Kościół i prawo rzymskie”.
W 2009 r. został powołany przez Ministra Sprawiedliwości Andrzeja Czumę na czteroletnią kadencję w skład Rady Programowej Krajowej Szkoły Sądownictwa i Prokuratury w Krakowie, w której pełnił (z wyboru) funkcję przewodniczącego.

## Rektor Katolickiego Uniwersytetu Lubelskiego Jana Pawła II
W 2012 został wybrany na stanowisko rektora Katolickiego Uniwersytetu Lubelskiego Jana Pawła II;  w  2016 r.  wybrano go na to stanowisko na drugą kadencję trwającą do roku 2020.  Pełniąc funkcję rektora organizował i przewodniczył uroczystościom z okazji 100-lecia KUL; był inicjatorem budowy przy al. Racławickich w Lublinie  pomnika ks. Idziego Radziszewskiego, założyciela i pierwszego rektora KUL (pomnik został zdemontowany 8 lutego 2022 r., powrócił na poprzednie miejsce 28 kwietnia 2023 r.). Rozpoczął działania prawne na rzecz rehabilitacji ks. Antoniego  Słomkowskiego, powojennego rektora KUL, które doprowadziły do unieważnienia 28 III 2018 r. przez Sąd Okręgowy w Warszawie wyroków niesprawiedliwie wydanych za działalność na rzecz niepodległej Polski. Wystąpił z wnioskiem o uchwalenie przez Sejm i Senat RP uchwały z okazji jubileuszu 100-lecia KUL-u oraz wybicia specjalnej monety. Był inicjatorem ustanowienia szeregu nagród i wyróżnień, m.in.  im. Anieli hrabiny Potulickiej (za wybitne osiągnięcia naukowe wpisujące się w idee chrześcijańskiego humanizmu oraz nagrody za sukces gospodarczy realizowany w duchu solidarnego humanizmu), Lauru akademickiego, Nagrody im. Księdza Idziego Radziszewskiego. W ramach obchodów 100-lecia KUL podjął m.in. inicjatywę wydania Encyklopedii 100-lecia KUL, opracowania 3-częściowej historii KUL (z udziałem IPN). Zabiegając, by Uniwersytet był także żywym środowiskiem kulturalnym, podjął szereg inicjatyw, m.in. utworzył Muzeum Katolickiego Uniwersytetu Lubelskiego Jana Pawła II, patronował serii wystaw prezentujących zbiory Uczelni w Polsce (m.in. w Zamku Królewskim w Warszawie, Muzeum Narodowym we Wrocławiu, Muzeum w Malborku), oraz zainicjował cykliczne wydarzenia kulturalne, jak „Opus Magnum. KUL-owskie wieczory z muzyką” . Zakończył edycję Encyklopedii Katolickiej. Podjął działania na rzecz uruchomienia w KUL studiów  z zakresu nauk medycznych (pielęgniarstwo , medycyna). 
Wiele informacji biograficznych zawiera wywiad, który został opublikowany pt. „O niebo lepiej. Z księdzem profesorem Antonim Dębińskim nie tylko o KUL-u rozmawia Gabriela Wilczyńska” (Zysk i S-KA Wydawnictwo, Poznań 2025).

## Inne ważniejsze funkcje
- kurator Koła Naukowego Prawników, przewodniczącego Senackiej Komisji Dyscyplinarnej ds. Studentów i Senackiej Komisji Wydawniczej
- członek Komitetu Organizacyjnego Obchodów Jubileuszu 75-lecia KUL oraz Rady Programowej Lubelskiego Kongresu Kultury Polskiej 2000
- kierownik Katedry Prawa Rzymskiego KUL - od 1997 r. do chwili obecnej
- prodziekan Wydziału Prawa, Prawa Kanonicznego i Administracji KUL w latach 2000–2002
- dziekan Wydziału Prawa, Prawa Kanonicznego i Administracji KUL w latach 2003-2012
- przewodniczący Rady Programowej Krajowej Szkoły Sądownictwa i Prokuratury w Krakowie od 2009 r. do 2014.
- założyciel i pierwszy redaktor naczelny czasopisma naukowego  „Studia Prawnicze KUL” (2007- 2012), które w latach 2000-2006 ukazywało się pt. „Prawo. Administracja. Kościół”.
- nauczyciel akademicki Wydziału Zamiejscowego Nauk Prawnych i Ekonomicznych Katolickiego Uniwersytetu Lubelskiego w Tomaszowie Lubelskim.
- członek Rady Naukowej kwartalnika „Prawo i Więź”.

## Działalność naukowa, dydaktyczna i organizacyjna
Jego poszukiwania naukowe koncentrują się głównie na problematyce z zakresu historii prawa, prawa rzymskiego i kanonicznego oraz europejskiej kultury prawnej. W swoich publikacjach podejmuje także  problematykę idei,  historii i znaczenia  uniwersytetu.
Jest promotorem wielu prac dyplomowych; pod jego kierownictwem stopień naukowy doktora nauk prawnych uzyskali m.in.: ks. Krzysztof Burczak, Grzegorz Jędrejek,  Maciej Jońca, Joanna Misztal -Konecka, Magdalena Pyter. 

## Odznaczenia i nagrody
1991 - nagroda naukowa im. Skowyrów
2005 - nagroda indywidualna I stopnia Rektora KUL
2013  Krzyż Kawalerski Orderu Odrodzenia Polski.
2017 - Medal 700-lecia Miasta Lublin
2020 - tytuł ambasadora Lubelskiego Klubu Biznesu

## Członkostwo w organizacjach
- Komitet Nauk o Kulturze Antycznej Polskiej Akademii Nauk
- Towarzystwo Naukowe Katolickiego Uniwersytetu Lubelskiego Jana Pawła II
- Lubelskie Towarzystwo Naukowe
- Komisja Prawna Polskiej Akademii Nauk Oddział w Lublinie
- Przewodniczący Rady Programowej Krajowej Szkoły Sądownictwa i Prokuratury (od 2009)

## Wybrane publikacje
Sacrilegium w prawie rzymskim, Wydawnictwo KUL, Lublin 1995.
Kościół i prawo rzymskie, wyd. 2, Wydawnictwo KUL Lublin 2008. 
Church and Roman Law, Wydawnictwo KUL, Lublin 2010. 
Zbiór prawa Mojżeszowego i rzymskiego. Tekst łacińsko-polski, przekład i objaśnienia, Wydawnictwo KUL, Lublin 2011. 
Gawędy na jubileusz, Muzeum KUL, Lublin 2018.
Gawędy na drugie stulecie, Wydawnictwo KUL,  Lublin 2020.
Polityka ustawodawcza rzymskich cesarzy chrześcijańskich w sprawach religijnych, Wydawnictwo KUL, Lublin 2020.
Semper Deo et Patriae. T. 1,  cz. 1-2. Przemówienia i listy, T. 2. Wywiady, T.3, Homilie, T.4. Rozważania jasnogórskie, Wydawnictwo KUL, Lublin 2020.
Rzymskie prawo prywatne. Kompendium, wyd. 7,  Wolters Kluwer, Warszawa 2021. 